# Kolonia Jurki
Kolonia Jurki (do 1996 Jurki-Kolonia) – wieś sołecka w Polsce położona w województwie mazowieckim, w powiecie grójeckim, w gminie Pniewy.
W latach 1975–1998 miejscowość administracyjnie należała do województwa radomskiego.